# Marchesina Ghisi
Marchesina Ghisi var en dogaressa av Venedig, gift med Venedigs doge Lorenzo Tiepolo (r. 1268–1275). 
Hon var dotter till kung Boemondo di Bienne av Rascia och Servia. 
Hon grundade år 1271 Ca' di Dio, ett hem för fattiga adelsdamer.